# Сант-Андреу-да-ла-Барка
Сант-Андре́у-да-ла-Ба́рка (кат. Sant Andreu de la Barca, вимова літературною каталанською [sant ənd'ɾew də łə 'baɾkə]) ― муніципалітет, розташований в Автономній області Каталонія, в Іспанії. Код муніципалітету за номенклатурою Інституту статистики Каталонії ― 81960. Знаходиться у районі (кумарці) Баш-Любрагат (коди району ― 11 та BT) провінції Барселона, згідно з новою адміністративною реформою перебуватиме у складі баґарії (округи) Барселона. За кількістю населення у 2007 р. місто займало 48 місце серед муніципалітетів Каталонії.

## Населення
Населення міста (у 2007 р.) становить 25.743 особи (з них менше 14 років ― 17,9%, від 15 до 64 ― 72,8%, понад 65 років ― 9,3%). У 2006 р. народжуваність склала 430 осіб, смертність ― 104 особи, зареєстровано 122 шлюби. У 2001 р. активне населення становило 12.167 осіб, з них безробітних ― 1.300 осіб.

Серед осіб, які проживали на території міста у 2001 р., 13.149 народилися в Каталонії (з них 4.267 осіб у тому самому районі, або кумарці), 7.282 особи приїхали з інших областей Іспанії, а 1.502 особи приїхали з-за кордону. 

Вищу освіту має 6,5% від усього населення. 

У 2001 р. нараховувалося 7.718 домогосподарств (з них 14,7% складалися з однієї особи, 30,6% ― з двох осіб,25,5% ― з 3 осіб, 21,4% ― з 4 осіб, 5,4% ― з 5 осіб, 1,5% ― з 6 осіб, 0,3% ― з 7 осіб, 0,3% ― з 8 осіб і 0,4% ― з 9 і більше осіб).

Активне населення міста у 2001 р. працювало у таких сферах діяльності : у сільському господарстві ― 0,5%, у промисловості ― 39,8%, на будівництві ― 9,3% і у сфері обслуговування ― 50,3%. 

 У муніципалітеті або у власному районі (кумарці) працює 12.180 осіб, поза районом ― 6.403 особи.

### Доходи населення
У 2002 р. доходи населення розподілялися таким чином :
| \| Доходи населення за статтями доходів \| Доходи населення за статтями доходів \| Доходи населення за статтями доходів \| \| Рік \| 2002 р. \| 2001 р. \| \| ------------------------------------ \| ------------------------------------ \| ------------------------------------ \| \| Заробітна платня \| 72,3% \| 74,2% \| \| Доходи від ведення бізнесу \| 15,5% \| 14,2% \| \| Соціальна допомога \| 12,2% \| 11,6% \| |         |         |
| Доходи населення за статтями доходів |         |         |
| Рік | 2002 р. | 2001 р. |
| Заробітна платня | 72,3%   | 74,2%   |
| Доходи від ведення бізнесу | 15,5%   | 14,2%   |
| Соціальна допомога | 12,2%   | 11,6%   |

### Безробіття
У 2007 р. нараховувалося 1.055 безробітних (у 2006 р. ― 1.022 безробітних), з них чоловіки становили 35,7%, а жінки ― 64,3%.

## Економіка
У 1996 р. валовий внутрішній продукт розподілявся по сферах діяльності таким чином :
| \| Валовий внутрішній продукт \| Валовий внутрішній продукт \| Валовий внутрішній продукт \| \| Рік \| 1996 р. \| 1991 р. \| \| -------------------------- \| -------------------------- \| -------------------------- \| \| Сільське господарство \| 0% \| 0% \| \| Промисловість \| 43,5% \| 0% \| \| Будівництво \| 7,6% \| 0% \| \| Послуги \| 49% \| 0% \| |         |         |
| Валовий внутрішній продукт |         |         |
| Рік | 1996 р. | 1991 р. |
| Сільське господарство | 0%      | 0%      |
| Промисловість | 43,5%   | 0%      |
| Будівництво | 7,6%    | 0%      |
| Послуги | 49%     | 0%      |

### Підприємства міста

#### Промислові підприємства
| \| Промислові підприємства міста, за сферою діяльності \| Промислові підприємства міста, за сферою діяльності \| Промислові підприємства міста, за сферою діяльності \| \| Рік \| 2002 р. \| 2001 р. \| \| --------------------------------------------------- \| --------------------------------------------------- \| --------------------------------------------------- \| \| Енергетичні та водні ресурси \| 0,9% \| 0,9% \| \| Хімія та метали \| 11,1% \| 12,7% \| \| Переробка металів \| 48,9% \| 47,4% \| \| Продукти харчування \| 4,3% \| 5,3% \| \| Текстиль \| 3,8% \| 3,1% \| \| Виробництво меблів, видання \| 20,4% \| 18,9% \| \| Інше \| 10,6% \| 11,8% \| \| Усього підприємств \| 235 \| 228 \| |         |         |
| Промислові підприємства міста, за сферою діяльності |         |         |
| Рік | 2002 р. | 2001 р. |
| Енергетичні та водні ресурси | 0,9%    | 0,9%    |
| Хімія та метали | 11,1%   | 12,7%   |
| Переробка металів | 48,9%   | 47,4%   |
| Продукти харчування | 4,3%    | 5,3%    |
| Текстиль | 3,8%    | 3,1%    |
| Виробництво меблів, видання | 20,4%   | 18,9%   |
| Інше | 10,6%   | 11,8%   |
| Усього підприємств | 235     | 228     |

#### Роздрібна торгівля
| \| Підприємства роздрібної торгівлі міста, за сферою діяльності \| Підприємства роздрібної торгівлі міста, за сферою діяльності \| Підприємства роздрібної торгівлі міста, за сферою діяльності \| \| Рік \| 2002 р. \| 2001 р. \| \| ------------------------------------------------------------ \| ------------------------------------------------------------ \| ------------------------------------------------------------ \| \| Продукти харчування \| 34,4% \| 35,3% \| \| Одяг та взуття \| 20,3% \| 19,6% \| \| Товари для дому \| 14,8% \| 15,7% \| \| Книги та періодичні видання \| 2,1% \| 2,4% \| \| Промислова хімічна продукція \| 6,9% \| 7% \| \| Продукція, пов'язана з транспортними засобами \| 4,1% \| 4,2% \| \| Інше \| 17,5% \| 15,7% \| \| Усього підприємств \| 291 \| 286 \| |         |         |
| Підприємства роздрібної торгівлі міста, за сферою діяльності |         |         |
| Рік | 2002 р. | 2001 р. |
| Продукти харчування | 34,4%   | 35,3%   |
| Одяг та взуття | 20,3%   | 19,6%   |
| Товари для дому | 14,8%   | 15,7%   |
| Книги та періодичні видання | 2,1%    | 2,4%    |
| Промислова хімічна продукція | 6,9%    | 7%      |
| Продукція, пов'язана з транспортними засобами | 4,1%    | 4,2%    |
| Інше | 17,5%   | 15,7%   |
| Усього підприємств | 291     | 286     |

#### Сфера послуг
| \| Підприємства міста, що працюють у сфері послуг, за діяльністю \| Підприємства міста, що працюють у сфері послуг, за діяльністю \| Підприємства міста, що працюють у сфері послуг, за діяльністю \| \| Рік \| 2002 р. \| 2001 р. \| \| ------------------------------------------------------------- \| ------------------------------------------------------------- \| ------------------------------------------------------------- \| \| Гуртова торгівля \| 13,4% \| 12,8% \| \| Готелі та готельний бізнес \| 16,9% \| 16,3% \| \| Транспорт та зв'язок \| 30,7% \| 32,3% \| \| Посередницькі фінансові послуги \| 3,5% \| 3,3% \| \| Послуги підприємствам \| 6,1% \| 6% \| \| Послуги фізичним особам \| 19,2% \| 19,5% \| \| Нерухомість та ін. \| 10,2% \| 9,9% \| \| Усього підприємств \| 734 \| 719 \| |         |         |
| Підприємства міста, що працюють у сфері послуг, за діяльністю |         |         |
| Рік | 2002 р. | 2001 р. |
| Гуртова торгівля | 13,4%   | 12,8%   |
| Готелі та готельний бізнес | 16,9%   | 16,3%   |
| Транспорт та зв'язок | 30,7%   | 32,3%   |
| Посередницькі фінансові послуги | 3,5%    | 3,3%    |
| Послуги підприємствам | 6,1%    | 6%      |
| Послуги фізичним особам | 19,2%   | 19,5%   |
| Нерухомість та ін. | 10,2%   | 9,9%    |
| Усього підприємств | 734     | 719     |

## Житловий фонд
У 2001 р. 5,2% усіх родин (домогосподарств) мали житло метражем до 59 м2, 61,8% ― від 60 до 89 м2, 25% ― від 90 до 119 м2 і
8% ― понад 120 м2.

З усіх будівель у 2001 р. 25,7% було одноповерховими, 38,9% ― двоповерховими, 9,6
% ― триповерховими, 6,6% ― чотириповерховими, 7,1% ― п'ятиповерховими, 7,1% ― шестиповерховими,
3,2% ― семиповерховими, 1,8% ― з вісьмома та більше поверхами.

## Автопарк
| \| Автомобілі, зареєстровані у місті, за призначенням \| Автомобілі, зареєстровані у місті, за призначенням \| Автомобілі, зареєстровані у місті, за призначенням \| \| Рік \| 2006 р. \| 2005 р. \| \| -------------------------------------------------- \| -------------------------------------------------- \| -------------------------------------------------- \| \| Приватні автомобілі \| 71,9% \| 73,2% \| \| Мотоцикли \| 8,6% \| 7,8% \| \| Вантажівки \| 14% \| 14% \| \| Трактори \| 1,6% \| 1,3% \| \| Автобуси та ін. \| 3,9% \| 3,7% \| \| Усього автомобілів \| 16.967 шт. \| 16.135 шт. \| |            |            |
| Автомобілі, зареєстровані у місті, за призначенням |            |            |
| Рік | 2006 р.    | 2005 р.    |
| Приватні автомобілі | 71,9%      | 73,2%      |
| Мотоцикли | 8,6%       | 7,8%       |
| Вантажівки | 14%        | 14%        |
| Трактори | 1,6%       | 1,3%       |
| Автобуси та ін. | 3,9%       | 3,7%       |
| Усього автомобілів | 16.967 шт. | 16.135 шт. |

## Вживання каталанської мови
У 2001 р. каталанську мову у місті розуміли 89,9% усього населення (у 1996 р. ― 90,4%), вміли говорити нею 60,9% (у 1996 р. ― 
59%), вміли читати 64,2% (у 1996 р. ― 58,6%), вміли писати 40,8
% (у 1996 р. ― 36,1%). Не розуміли каталанської мови 10,1%.

## Політичні уподобання
У виборах до Парламенту Каталонії у 2006 р. взяло участь 8.618 осіб (у 2003 р. ― 9.525 осіб). Голоси за політичні сили розподілилися таким чином:
| \| Вибори до Парламенту Каталонії \| Вибори до Парламенту Каталонії \| Вибори до Парламенту Каталонії \| \| Рік \| 2006 р. \| 2003 р. \| \| -------------------------------------- \| ------------------------------ \| ------------------------------ \| \| Конвергенція та Єднання (CiU) \| 20,5% \| 19,5% \| \| Соціалістична партія Каталонії (PSC) \| 40,2% \| 48,9% \| \| Народна партія (PP) \| 12,1% \| 11,9% \| \| Ініціатива за Каталонію — Зелені (ICV) \| 9,7% \| 9% \| \| Республіканська лівиця Каталонії (ERC) \| 8,8% \| 9,1% \| \| Громадяни — Громадянська партія (C's) \| 5,2% \| 0% \| \| Інші \| 3,5% \| 1,6% \| |         |         |
| Вибори до Парламенту Каталонії |         |         |
| Рік | 2006 р. | 2003 р. |
| Конвергенція та Єднання (CiU) | 20,5%   | 19,5%   |
| Соціалістична партія Каталонії (PSC) | 40,2%   | 48,9%   |
| Народна партія (PP) | 12,1%   | 11,9%   |
| Ініціатива за Каталонію — Зелені (ICV) | 9,7%    | 9%      |
| Республіканська лівиця Каталонії (ERC) | 8,8%    | 9,1%    |
| Громадяни — Громадянська партія (C's) | 5,2%    | 0%      |
| Інші | 3,5%    | 1,6%    |

У муніципальних виборах у 2007 р. взяло участь 8.653 особи (у 2003 р. ― 9.665 осіб). Голоси за політичні сили розподілилися таким чином:
| \| Муніципальні вибори \| Муніципальні вибори \| Муніципальні вибори \| \| Рік \| 2007 р. \| 2003 р. \| \| -------------------------------------- \| ------------------- \| ------------------- \| \| Конвергенція та Єднання (CiU) \| 7,3% \| 9,6% \| \| Соціалістична партія Каталонії (PSC) \| 56,9% \| 58,9% \| \| Народна партія (PP) \| 7% \| 8,4% \| \| Ініціатива за Каталонію — Зелені (ICV) \| 13,2% \| 15,8% \| \| Республіканська лівиця Каталонії (ERC) \| 9,4% \| 7,3% \| \| Громадяни — Громадянська партія (C's) \| 0% \| 0% \| \| Інші \| 6,2% \| 0% \| |         |         |
| Муніципальні вибори |         |         |
| Рік | 2007 р. | 2003 р. |
| Конвергенція та Єднання (CiU) | 7,3%    | 9,6%    |
| Соціалістична партія Каталонії (PSC) | 56,9%   | 58,9%   |
| Народна партія (PP) | 7%      | 8,4%    |
| Ініціатива за Каталонію — Зелені (ICV) | 13,2%   | 15,8%   |
| Республіканська лівиця Каталонії (ERC) | 9,4%    | 7,3%    |
| Громадяни — Громадянська партія (C's) | 0%      | 0%      |
| Інші | 6,2%    | 0%      |